# Jacques Houdek
Jacques Houdek, né le 14 avril 1981 à Velika Gorica en Croatie, est un chanteur croate. Il représente son pays au Concours Eurovision de la chanson 2017 avec sa chanson My Friend et finit treizième.Il est notamment coach de The Voice Croatie.

## Discographie

### Albums studios
- 2004 : Čarolija
- 2005 : Kad si sretan
- 2006 : Živim za to
- 2008 : Idemo u zoološki vrt
- 2008 : Crno i bijelo
- 2009 : Najveći božićni hitovi
- 2012 : Meni za ijubaz
- 2016 : Tkoje, srce, u te dirn'o ?

### Albumslives
- 2007 : Live in Gavella
- 2008 : Live in SAX!
- 2010 : Live!

### Compilations
- 2007 : Za posebne trenutke
- 2010 : Najljepše ljubavne pjesme
- 2015 : The Best of collection

### Singles
- 2016 : Slap Ljubavi
- 2016 : Tugo Moja
- 2017 : My Friend
- 2017 : Kad nekoga voliš